# Гоу Егед Іглз
«Гоу Егед Іглз» (нід. Go Ahead Eagles) — професіональний нідерландський футбольний клуб з міста Девентера. Грає в Ередивізі, найвищій футбольній лізі Нідерландів, після підвищення з другого дивізіону у 2021 році. Домашні матчі проводить на стадіоні «Де Аделарсгорст». Клуб чотири рази вигравав національний чемпіонат, у 1917, 1922, 1930 та 1933 роках та один раз Кубок Нідерландів у сезоні 2024/25 років.
«Гоу Егед», з яким злився «Гоу Егед Іглз», був створений 2 грудня 1902 року під назвою «Бі Кюік». При входженні до Федерації футболу Нідерландів в 1905 році клуб (через існування на той час в Гронінгені команди «Бі Кюік») був змушений змінити свою назву на «Гоу Егед». 31 липня 1971 року після розподілу клубу на аматорський та професійний з ініціативи тодішнього головного тренера Баррі Г'юза до назви професійної команди було додано слово «Іглз».

## Історія
Клуб був заснований в 1902 році Лео цур Кляйнсмейде (перший президент) та Чарльзом Холландером. Серед перших членів клубу був і його брат, покійний спортивний коментатор Хан Холландер. Назва клубу була «Бі Квік», а форма гравців складалася з червоно-білої смугастої сорочки та чорних шортів. Це був один з перших народних клубів в Нідерландах. У сезоні 1903—1904 років грав в Апелдорнській футбольній лізі, а наступного року перейшов до Зютфенської футбольної ліги. У 1905 році Гоу Егед був прийнятий до Федерації футболу Нідерландів за умови, що клуб змінить свою назву. Змінені були й кольори клубу, на червоний та жовтий.
Гоу Егед почав виступати у другому дивізіоні національного чемпіонату. У 1911 році клуб вийшов до першого дивізіону Східної зони. У 1916 році клуб переміг у чемпіонаті першого дивізіону Східної зони, після чого разом з іншими регіональними чемпіонами грав за титул національного чемпіону. Але в змаганнях регіональних чемпіонів сильнішим виявився представник Південної зони Віллем II. Наступного року клуб переміг в національному чемпіонаті, а потім повторив цей успіх в 1922, 1930 та 1933 роках.
У період між Першою та Другою світовими війнами «Гоу Егед» був безумовно найуспішнішою командою в Східній лізі. Він перемагав у Східній лізі 15 разів. До того ж з 1916 по 1923 роки клуб виграв чемпіонство вісім разів поспіль. Останнє передвоєнне чемпіонство у Східній лізі клуб здобув у 1937 році. Після цього результати клубу пішли на спад. У 1941 році «Гоу Егед» вилетів до Другого дивізіону. У наступному році вони повернулися до Першого дивізіону. У 1948 році клуб здобув шістнадцяте та останнє чемпіонство Першого дивізіону Східної зони. У боротьбі за національне чемпіонство з іншими регіональними переможцями, клуб закінчив сезон на третьому місці, дозволивши випередити себе БВВ та Хееренвеену.
З отриманням професійного статусу в 1954 році результати «Гоу Егед» були спочатку невдалими. В 1956 році луб закінчив чемпіонат на передостанньому місці та вилетів до другого (найнижчого) дивізіону. Але в 1959 році повернувся до Еерстедивізі. У 1963 році клуб вийшов до Ередивізі. Наступні двадцять років клуб продовжував виступати в найвищому дивізіоні національного чемпіонату. Особливо вдалі результати в Ередивізі команда продемонструвала в другій половині 60-их років. Так, у період з 1966 по 1969 рік, «Гоу Егед» чотири рази поспіль завершував чемпіонат у першій п'ятірці, але особливим для клубу став сезон 1967—1968 років, коли команда посіла третє місце, дозволивши випередити себе лише Аяксу та Феєнорду.
Крім того, в Кубку Нідерландів «Гоу Егед» досяг значних успіхів у цей період. Наприклад, у період з 1965 по 1968 роки клуб чотири рази поспіль виходив до півфіналу турніру. На цій стадії команда зазнавала поразок у 1966, 1967 та 1968 роках, але в 1965 році «Гоу Егед» вийшли до фіналу. У цьому поєдинку клуб поступився Феєнорду з рахунком 0:1, а оскільки Феєнорд був на той час також національним чемпіоном, йти вперед і раніше може «Гоу Егед» отримав право в наступному сезоні взяти участь в Кубку європейських чемпіонів. У першому раунді суперником «Гоу Егед» був шотландський Селтік (який через рік виграє Кубку європейських чемпіонів). Нідерландці двічі поступилися Селтіку, з рахунком 0:6 та 0:1 відповідно.
У 70-их та на початку 80-их років клуб «Гоу Егед Іглз» стабільний учасник Ередивізі. У 1987 році клуб вилетів з Ередивізі. Потім був короткий період виступів у Ередивізі, з 1992 по 1996 роки, але потім клуб знову грав у Еерстедивізі. Іноді через постійне відтермінування у будівництві нового стадіону у клубу виникали величезні фінансові труднощі. При допомозі інвесторів «Гоу Егед Іглз» все ж зумів вижити. В обмін на ці фінансові вливання інвестори отримали на руки 80 % акцій клубу. Таким чином, «Гоу Егед Іглз» перейшов у приватну власність. Так, відомій особі та колишньому президенту клубу Хансу де Врюму належить 25 % акцій. У сезоні 2012/2013 роках клуб отримав право наступного сезону виступати в Ередивізі.

### Нещодавні успіхи
З моменту вильоту клубу в Еерстедивізі негаразди в клубі почали потроху вщухати, а результати «Гоу Егед Іглз» як в кубку, так і в регулярному сезоні, які поставили під сумнів їх прізвисько «вбивця гігантів», покращилися і це прізвисько отримало нове життя. Це прізвисько клуб придбав ще у 80-их та на початку 90-их років завдяки стабільним вдалим результатам в Ередивізі в матчах зі значно сильнішими супротивниками. Це відбувалося під час перебування клубу в Еерстедивізі. Наприклад, в сезоні 2004-05 року, в якому клуб в регулярному чемпіонаті фінішував на сімнадцятому місці, але клуби з Ередивізі «Де Графсхап» та «Роди» були переможені «Гоу Егед Іглз» в національному Кубку. У сезоні 2005-06 років чемпіоном став «Ексельсіор», який двічі поступився «Гоу Егед Іглз», в той час як сам «Гоу Егед Іглз» той сезон закінчив лише на вісімнадцятому місці. У сезоні 2006-07 років клуб виграв двічі у чемпіона ліги «Де Графсхапу». А трохи раніше в сезоні 2002-03 років була зафіксована одна з найбільш результативних поразок в голландському професійному футболі: «Гоу Егед Іглз» переміг вдома «Камбюр-Леуварден» з рахунком 10-0.
У 2007 році клуб здобув право на участь в плей-оф за право підвищення в класі, але ця участь була не зовсім успішною. Клуб зазнав поразки вже у першому ж турі від «Вендаму». Наступний сезон «Гоу Егед Іглз» знову грав у плей-оф. Але й цього разу клуб зазнав поразки вже у першому ж раунді від «АДО Ден Гагу». Домашній матч закінчився з рахунком 1-1; в гостьовому матчі клуб програв з рахунком 0-3.
Наступного разу «Гоу Егед Іглз» зайняв місце в Еерстедивізі, що дозволяє поборотися за підвищення у класі у сезоні 2009—2010. У матчі плей-оф з «Камбюром» клуб зазнав поразки. Наступного сезону знову був дуже близький до виходу в Ередивізі; лише за додатковими показниками «Віллем II» виборов це право у «Гоу Егед Іглз». У тому ж році «Гоу Егед Іглз», на шляху до півфіналу Кубку Нідерландів переграють по черзі «Гераклес» і «Бреду». У півфіналі національного Кубку, у себе вдома, зазнали поразки з рахунком 0:6 амстердамському «Аяксу».
У сезонах 2010—2011 та 2011—2012 років клуб знову брав участь у плей-оф. Обидва рази «Ден Босх» в першому турі був сильнішим. Але в сезоні 2011—2012 та 2014—2015 років «Феєнорд» зазнав поразки в боротьбі за Кубок Нідерландів від «Гоу Егед Іглз». 17 травня 2015 року на основі рейтингу Fair Play клуб отримав путівку до єврокубків, після того, як «Твенте» через фінансові причини відмовився від участі в турнірі.

### Підвищення вЕредивізі
11 травня 2013 року «Гоу Егед Іглз» під керівництвом Еріка тен Хага переміг у другому раунді плей-оф за право виходу до Ередивізі, після виграшу з рахунком 3-0 над «Дордрехтом». Попередній матч цих суперників завершився з рахунком 3-3. 16 та 19 травня «Гоу Егед Іглз» двічі переконливо переграв «ВВВ-Венло» з рахунком 1-0 та 3-0, отже, третій і останній раунд плей-оф було подолано. 23 травня, у третьому раунді плей-оф, «Гоу Егед Іглз» переграв «Волендам» з рахунком 3-0. У матчі-відповіді, 26 травня, у себе вдома «Волендам» здобув перемогу над «Гоу Егед Іглз» з рахунком 1-0, але результат першого матчу забезпечив «орлам» комфортну перевагу, і за підсумками двох матчів саме вони стали переможцями двобою. Таким чином, вийшло що «Гоу Егед Іглз», провівши сімнадцять років в Еерстедивізі, в сезоні 2013—2014 року повернувся до Ередивізі.
Під керівництвом тренера Фоікі Буі відбулося повернення «Гоу Егед Іглз» до голландської Ередивізі. З доробком в десять перемог та вісім нічиїх, клуб в сезоні 2013—2014 років набрав 38 очок. Цього було достатньо для того, щоб посісти 13-те місце в турнірній таблиці і, таким чином, знову продовжив виступи в сезоні 2014/15 років. 7 березня 2015 року команда зіграла тисячний матч у вищому дивізіоні. Суперником клубу був ПСВ, який переміг клуб з Девентера з рахунком 3-0, завдяки голам Мемфіса Депая, Йопа ван дер Ліндена (автогол) та Андреса Гвардадо. Наступного дня Буі оголосив, що буде працювати з командою до кінця сезону. «Я зробив свій вибір свідомо. Це відчуття підказало мені, щоб досягти чогось більшого, і цього відчуття я буду дотримуватися», — сказав Буі. Під керівництвом виконувача обов'язки головного тренера команди Денніса Деммерса клуб продовжив виступи, і в підсумку команда завершила чемпіонат на останньому місці та змушений був грати матчі плей-оф за право залишитися в Ередивізі. Цього разу клуб з Девентера програв в першому півфінальному матчі плей-оф проти «Де Графсхапу» з рахунком 0-1, через гол на останніх хвилинах Теда ван де Паверта в Дойтінхаймі. 25 травня 2015 року, «Гоу Егед Іглз» на чолі з Деммерсом поступився у матчі-відповіді плей-оф з рахунком 0-1. Вінсент Вермюй за двадцять хвилин до кінця матчу забив єдиний м'яч у поєдинку.

### Виступи на євроарені
Незважаючи на доволі слабкі результати, які демонструвала команда у сезоні 2015—2016, «Гоу Егед Іглз» вийшов до Ліги Європи, клуб на це право завдяки рейтингу Fair Play УЄФА, але змушений був проводити домашні матчі на стадіоні футбольного клуба «Еммен» через плановий ремонт власного стадіону в Девентері. Перший матч «Гоу Егед Іглз» грав вдома 2 липня 2015 року проти угорського «Ференцварошу». На стадіоні «Еммен» у присутності більш ніж 6200 глядачів була зафіксована результативна нічия 1:1. Перший м'яч «Гоу Егед Іглз» забив ще до перерви Барт Врентс. Матч-відповідь в Будапешті 9 липня «Гоу Егед Іглз» ганебно програв з рахунком 1:4. Деніз Тюрук відзначився голом престижу вже у компенсований час. Матч проходив без глядачів на стадіоні «Групама Арена», оскільки «Ференцварош» був покараний УЄФА за неправомірні дії своїх уболівальників.

## Досягнення
- Ередивізі
  - Чемпіон (4): 1916/17, 1921/22, 1929/30, 1932/33

- Кубок Нідерландів
  - Володар (1): 2024/25
  - Фіналіст (1): 1964/65

- Твідклассе
  - Переможець (1): 1958–59

- Плей-оф за право виходу до Ередивізі

Підвищення: 1962–63, 1991/92, 2012/13

## Стадіон
Починаючи з 1920 року футбольний клуб «Гоу Егед Іглз» грає свої домашні поєдинки на стадіоні «Де Аделаарсхорст».

## Основний склад
Станом на 13 липня 2025

| №  | Поз. | Нац.       | Гравець          |
| -- | ---- | ---------- | ---------------- |
| 1  | ВР   | Німеччина  | Лука Плогманн    |
| 2  | ЗХ   | Нідерланди | Матс Дейл        |
| 3  | ЗХ   | Німеччина  | Герріт Наубер    |
| 4  | ЗХ   | Нідерланди | Йоріс Крамер     |
| 5  | ЗХ   | Індонезія  | Дін Джеймс       |
| 6  | ПЗ   | Нідерланди | Калвін Твігт     |
| 7  | НП   | Данія      | Якоб Бреум       |
| 8  | ПЗ   | Нідерланди | Еверт Лінтгорст  |
| 9  | НП   | Нідерланди | Мілан Сміт       |
| 10 | НП   | Данія      | Серен Тенгстедт  |
| 11 | НП   | Норвегія   | Оскар Сівертсен  |
| 14 | НП   | Швеція     | Оскар Петтерссон |

| №  | Поз. | Нац.       | Гравець           |
| -- | ---- | ---------- | ----------------- |
| 15 | ПЗ   | Нідерланди | Роббін Веєнберг   |
| 16 | НП   | Швеція     | Віктор Едвардсен  |
| 17 | ПЗ   | Бельгія    | Матіс Сюрай       |
| 19 | НП   | Фінляндія  | Олівер Антман     |
| 22 | ВР   | Бельгія    | Ярі де Буссер     |
| 24 | ЗХ   | Нідерланди | Лука Еверінк      |
| 26 | ЗХ   | Нідерланди | Юліус Дірксен     |
| 27 | НП   | Нідерланди | Фінн Стоккерс     |
| 29 | ЗХ   | Данія      | Аске Адельгор     |
| 30 | ВР   | Нідерланди | Свен Янсен        |
| 33 | ВР   | Нідерланди | Нандо Вердоні     |
|    | НП   | Суринам    | Річонелл Маргарет |

## Академія
У 1962 році «Гоу Егед» став першим футбольним клубом в Нідерландах зі школою-інтернатом для молодих гравців. Його очолювали тренер Франтішек Фадрхонц та менеджер Вім Белтман. У 1996 році «Гоу Егед Іглз» закрили школу-інтернат.
Ліцензія KNVB S.02 передбачає, щоб будь-яка комерційна футбольна організація повинна мати принаймні чотири молодіжних команди, в тому числі одна старша молодіжна команда, одну A-команда, одну «B» і одну команду «C». Клуб може подати заявку на участь в чемпіонаті, якщо молодіжна команда або головна команда-ліцензіат грає в Еерстедивізі (Jupiler League), або як одержувач ліцензії з однією або декількома іншими професійними футбольними командами бере участь у спільному регіональному молодіжному чемпіонаті. З кінця 2008 року, «Гоу Егед Іглз» має своє молодіжне відділення у футбольної академії ФК Твенте. Станом на сезон 2014—2015 років ця співпраця була припинена, а найбільш талановита молодь повернулася до клубної структури. Працівники клубу Джон Уде Весселінк та Хенк тен Кате стали ініціаторами відродження клубної академії. Починаючи з сезону 2014—2015 років «Гоу Егед Іглз» має молодіжну команда, яка грає в відповідному чемпіонаті, а також три юнацькі команди, які грали в першому сезоні в наступних турнірах: A1 в 4-му дивізіоні групи «G», B1 в 4-му дивізіоні групи «G» і С1 в 2-му дивізіоні групі «D». Команди A1 та B1 були чемпіонами в своїй групі, і всі три команди підвищилися в класі, починаючи з сезону 2015—2016 років A1 виступає в 3-му дивізіон групи «D», B1 в 3-му дивізіон групи «D» і С1 в 1-му дивізіоні групи «А».

## Виступи клубу в єврокубках
- Група = Груповий етап
- 1Р = перший раунд
- 1/4 = чвертьфінал
- 1Кв= Перший відбірковий раунд
- Таб. = Таблиця коефіцієнтів УЄФА

| Сезон   | Змагання                  | Раунд | Країна    | Клуб                  | Рахунок  | Таб.  |
| ------- | ------------------------- | ----- | --------- | --------------------- | -------- | ----- |
| 1930/31 | Кубок Націй               | 1Р    | Італія    | Болонья               | 0-4      | -     |
|         |                           | 1/4   | Угорщина  | Уйпешт                | 0-7      | -     |
| 1965/66 | Кубок володарів кубків    | 1R    | Шотландія | Селтік                | 0-6, 0-1 |       |
| 1966/67 | Кубок Інтертото           | Група | Італія    | Фоджа                 | 2-0, 1-0 | -     |
|         |                           |       | Бельгія   | Тіллюр                | 3-2, 8-0 | -     |
|         |                           |       | Швейцарія | Сьйон                 | 6-4, 4-2 | -     |
|         |                           | 1/4   | Чехія     | Інтер (Братислава)    | 0-3, 3-1 | -     |
| 1967    | Кубок Інтертото           | Група | Бельгія   | Льєрс                 | 1-2, 0-2 | -     |
|         |                           |       | Франція   | Руан                  | 5-0, 3-4 | -     |
|         |                           |       | Швейцарія | Гренхен               | 3-1, 0-2 | -     |
| 1969    | Кубок Інтертото           | Група | Польща    | Шомберки (Битом)      | 2-2, 0-1 | -     |
|         |                           |       | Швеція    | Естерш                | 1-1, 2-3 | -     |
|         |                           |       | Швейцарія | Лугано                | 1-1, 4-0 | -     |
| 1984    | Кубок Інтертото           | Група | Бельгія   | Стандард              | 1-1, 2-4 | -     |
|         |                           |       | Данія     | Оденсе                | 1-1, 0-3 | -     |
|         |                           |       | Німеччина | Айнтрахт (Брауншвейг) | 2-1, 1-2 | -     |
| 2015/16 | Ліга Європи УЄФА Квота FP | 1кв.  | Угорщина  | Ференцварош           | 1-1, 1-4 | 0,566 |

- Fair Play (FP): Оскільки Нідерланди посіли перше місце в рейтингу «Fair Play» країна отримала одного додатковий клуб-представник в Лізі Європи. «Твенте» мав першочергове право для учасі, тому що вони посідали перше місце в національному рейтингу «Fair Play». Проте, вони були позбавлені цього місця, тому що мали фінансові труднощі. Путівка зрештою перейшла до «Гоу Егед Іглз». 2 липня 2015 «Гоу Егед Іглз» зіграли матч з «Ференцварошем» з Угорщини. Оскільки на стадіоні «Де Анделарсхорст» тривали ремонтні роботи, команди зіграли на стадіоні «Уніве» в Еммені.

Загальна кількість набраних очок до Таблиці коефіцієнтів УЄФА: 0,566

## Відомі гравці
| - Мічел Боеребакх - Паул Босвелт - Хенк тен Кате - Віл Курвер - Йохан Дерксен - Рене Ейкелькамп - Руд Гелс - Ян Халле - Лео Халле - Йоп Хіле - Баррі Г'юз | - Герріт Гульсман - Ян Йонгблуд - Резіт Скхурман - Марнікс Колдер - Нільс Кокмеєр - Кіс ван Кутен - Ян де Крік - Ян Кромкамп - Берт ван Марвейк - Оскар Моенс - Марк Овермарс | - Вім Ройтерт - Дік Шнайдер - Тадеуш Віктор Сікора - Демі де Зеу - Майк Зонневельд - Жой Сук - Ремко Пасвер - Нік Марсман - Квінсі Промес - Майкел Кефтенбельд - Вут Дросте |

### Гравці з досвідом виступу за національну збірну
Наступні гравці час своїх виступів у «Гоу Егед Іглз» зіграли один або кілька матчів за національну збірну Нідерландів.
| - Петер Арнтц (3) - Ян Халле (2) - Лео Халле (15) | - Герріт Гульсман (3) - Кіс ван Кутен (9) - Ян де Крік (3) | - Берт ван Марвейк (1) - Ніко Рейндерс (2) - Вім Ройтерт (1) | - Дік Шнайдер (11) - Ветсе Венстра (3) - Генк Варнас (5) |

## Відомі тренери
| - 1954—1956 Франц Келер - 1956—1957 Вім де Боес - 1957—1962 Гілберт Річмонд - 1962—1970 Франтишек Фадрхонс - 1970—1973 Баррі Г'юз - 1973—1975 Ян Нотерманс - 1975—1975 Генк ван Брюссель - 1975—1976 Лео Бенгаккер - 1976—1976 Генк ван Брюссель - 1976—1978 Віл Курвер - 1978—1978 Генк ван Брюссель - 1978—1980 Юп Бранд - 1980—1980 Боб Маскант - 1980—1981 Шпіц Кон - 1981—1983 Боб Маскант - 1983—1985 Генк Вюллемс - 1985—1988 Ніко ван Зогхель - 1988—1988 Мірча Петреску - 1988—1990 Фріц Корбах - 1990—1990 Генк тен Кате | - 1990—1993 Ян Верслеєн - 1993—1995 Генк тен Кате - 1995—1996 Альберт Фафе - 1996—1996 Боб Маскант - 1996—1997 Лео ван Він - 1997—2002 Ян ван Ста - 2002—2002 Тео де Йонг - 2002—2003 Роберт Маскант - 2003—2005 Раймонд Лібрегтс - 2005—2008 Майк Сное - 2008—2011 Андреас Юлдеренк - 2011—2012 Юп Галл - 2012—2012 Джиммі Колдервуд - 2012—2013 Ерік тен Хаг - 2013—2015 Фоеке Буй - 2015—2016 Денніс Деммерс - 2016(вик. обов.) Гаррі Декхейвер - 2016—2017 Ганс де Кьонінг - 2017(вик. обов.) Роберт Маскант - 2017 Леон Флемінг | - 2017—2018 [[Ян ван Стаа - 2018–2019 Джон Стегеман - 2019–2020 Джек де Гер - 2020– Кес ван Вондерен |

## Деякі факти
- Матчі проти «Зволле» відомі з негативної точки зору через суперництво між двома клубами та фанатськими групами обох клубів. Ці матчі також отримали назву «Ейселльдербі» («IJsselderby»). Раніше подібні порушення були в матчах між «Вітессе» та «Твенте». Через триваліше перебування «Гоу Егед Іглз» в Еерстедивізі, «Зволле» став принциповим суперником.

- Інша традиція з'явилася 16 жовтня 2008 року, коли мали зустрітися «Бенфіка» та «Вітессе», перед початком кожного домашнього матчу фани почали випускали білоголового орла на з ім'ям Гарлі, який літав над всим стадіоном.